# Joseph Nur Rahman
Joseph Nur Rahman (tiếng Bengal: জোসেফ নূর রহমান) (sinh ngày 25 tháng 12 năm 1986) là một cầu thủ bóng đá người Bangladesh gốc Thụy Điển hiện tại thi đấu cho Brothers Union ở vị trí tiền đạo. Trước đó anh thi đấu cho Sheikh Jamal Dhanmondi Club tại Giải bóng đá ngoại hạng Bangladesh từ 2016 đến giữa năm 2017. Anh có khả năng thi đấu ở nhiều vị trí khác nhau trong thời gian tại Sheikh Jamal Dhanmondi Club.
Joseph Nur Rahman lần đầu tiên đến Bangladesh năm 2015 để thử việc ở Đội tuyển bóng đá quốc gia Bangladesh.